# 皿屋敷

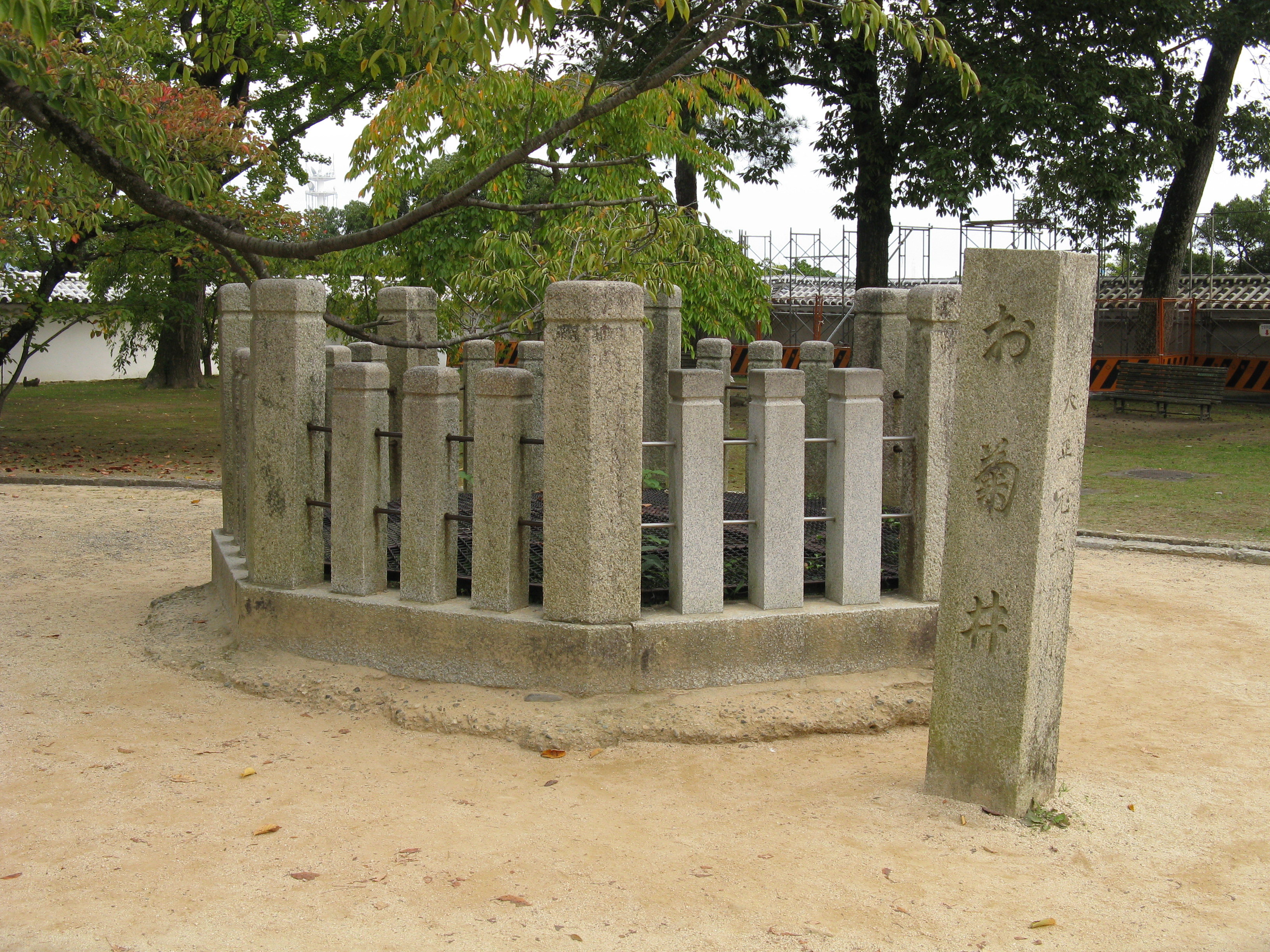
姬路城中的阿菊井

皿屋敷（日语：／ Sarayashiki）是一位名叫阿菊的女傭亡靈在數盤子的怪談，類似的傳說散佈日本各地，其中以江戶番町（今 東京都千代田區）的「番町皿屋敷」和播州姬路（今 兵庫縣姬路市）的「播州皿屋敷」最著名。
內容大多是井中傳來含恨而終的女傭阿菊的亡靈，數著「一個盤子……二個盤子……」「九個盤子……少了一個盤子……」的聲音。據說一個叫阿菊的女傭因為不小心打破主人家的傳家之寶——十個一套的盤子里的其中一個（一說是主人故意藏起來的）然後投井自盡（一說是被主人吊打至死後被扔進井裡）。 自那以後井底每晚都會傳出帶著悲切的聲音說著「一個...... 兩個...... 三個」數盤子的聲音，當她數到第九個就開始哭泣，然後再從頭數起盤子。 日本一些地方有阿菊墓或阿菊井。
江戶時代，皿屋敷的故事成為淨瑠璃、歌舞伎等戲曲的表演題材，卡通片多啦A夢其中一集《怪談神燈》有簡述此傳說。

### 日本古怪傳說
傳說在大坂城中有某所豪宅是隸屬於豐臣秀吉的遺孀，這位性情暴躁的夫人經常把忤逆自己的人給殺害後丟到院中的井裡。當她過世後家中院子落荒蕪，有人傳說這裡經常出現幽靈。當時有一位官員從不信鬼神帶著傭人於是住進去。在這些傭人當中有個名叫阿菊的女傭。阿菊在年幼時她父親為生活所迫搶劫財物被判刑所以被官員給收養，雖然阿菊對主人一家感激不盡一直勤懇地工作著，當她長大後因為自身的美麗容貌受到官員的追求，但是阿菊拒絕官員的追求招來禍害，某天官員要接待一位重要的客人要求阿菊拿出祖傳的一套碟子，但是阿菊失手打碎一個盤子觸怒官員而被砍斷一根手指與禁錮在一間小屋中（另一個說法是官員故意藏起來的） ，後來阿菊因為不滿自己受到的屈辱決心從院中的深井內自盡。那時有個傭人看到井裡出現了盤子的妖怪，但是官員散出謠言說阿菊偷走他家裡的東西而逃走。後來有人在半夜中目睹阿菊從井裡爬出來並且專心地數著自己的手指：“一根、兩根......”。 甚至井底每晚都會傳出阿菊帶著悲切的聲音說著“一個...... 兩個...... 三個“數盤子的聲音，當她數到第九個就開始哭泣，然後再從頭數起盤子，阿菊的靈魂每日出來嚇人報冤屈連天皇都知道一切經過就嚴懲官員，因此那位罷官的官員終於在貧病交加而終，擔說現在還有人偶爾看到阿菊的幽靈在專心地數著自己的手指：“一根、兩根......”。
另一些說法是阿菊傳說最具代表性的，莫過於江戶時期的《番町皿屋敷》，其內容為：阿菊是青山家的侍女，而青山家的主人青山主膳是負責維持地方安寧的武士。青山家將在新年時舉行宴會，主膳特別交代要將祖傳的盤子拿出來使用，甚至告訴眾人這些盆子的價值非凡。當時青山主膳喜歡阿菊曾向她求愛未果，然而阿菊受到主膳的喜愛卻引起青山夫人以及其他侍女的忌妒。因為這些促使讓她深陷不幸。新年宴會當天，有貓因為聞到味道而跑進廚房，驚嚇之餘的阿菊不小心將盤子打破。主膳並未寬待阿菊而是責怪、無止盡毆打她。不僅如此，還命人割下阿菊的右手中指以為盤子一事謝罪，再把阿菊給逐出去。阿菊決定以死明志於是跳青山家內的井而亡。後來每晚入夜，井中就會傳出阿菊數盤子的聲音，當時只有青山主膳才能聽得到。當青山主膳聽聞此事望向井裡只見到臉色蒼白、口中流血的阿菊不斷數著盤子。奇怪的是青山主膳的夫人和其他侍女也沒看到阿菊的鬼魂。當阿菊的鬼魂數到的九枚時，就會一邊飄向主膳，一邊幽幽的說著：「大人～還少了一個盤子呢～」。當青山主膳拿刀斬向阿菊的鬼魂，他回神之後才發現倒在血泊當中的不是阿菊而是自己的夫人。阿菊的鬼魂又再度出現在青山主膳的面前口中唸唸有詞說著：「還少一個～盤子呢～」，青山主膳見到此景陷入悔恨交加之際，他只好請法師前來向阿菊的鬼魂跪地求饒，法師在看到阿菊數盤子數到第九時緊接著說出第十，於是阿菊的鬼魂才說出：「太好了。」後就安息。
此外也有一說，青山主膳就此發狂向外奔出讓他家於是中落。此後有僧侶來到此井見到冤魂不散的阿菊，僧侶將碎掉的盤子重新組合招來阿菊的鬼魂並且告訴她：「阿菊，你看，這是第十個盤子，請安心吧」。阿菊見到第十個盤子，臉上恢復血色，嘴裡也不再流血。阿菊說著：「真是高興」微笑著消失。

### 皿屋敷的原型
雖然阿菊的故事的詳細聯繫還眾說紛紜，在姬路藩流傳的《播州皿屋敷実録》被認為是江戶版本的原型。（也就是播州皿屋敷）
在原型中的阿菊是衣笠元信的小妾，衣笠播磨的大名是小寺家。永正年間，姬路城第九代城主小寺則職的家臣青山鐵山謀劃奪權造反。元信察覺過後將自己的妾室阿菊送到鐵山家中當下人以此刺探謀反的情報。 此後正當青山想趁在增位山賞花之時毒殺則職的時候，元信及時發現衝到賞花的席位上救出主公。 之後隱藏在家島找到機會伺機再起。青山暫時控制姬路城，阿菊為了掌握鐵山的動向並未逃出城而是留在城內，謀反失敗的鐵山知道自己家有告密者存在，他命令手下町坪弾四朗去調查此事。 沒多久弾四朗就發現告密者正是阿菊。但是由於彈四朗之前就喜歡阿菊，他跟阿菊如果她做自己的妾室的話就不去計較。但是阿菊拒絕彈四朗引來禍災。彈四朗把阿菊所管理的十枚一組的傳家寶盤子藏起一枚盤子並嫁禍於阿菊。 最後阿菊受到責罰被殺害過後扔進了古井裡面。 從那以後每天晚上就從井裡面飄出阿菊數盤子的聲音。到最後衣笠元信以及小寺的家臣們除掉鐵山一夥人，姬路城最終完好地回到則職的手上。 則職聽說阿菊被殺害的事感到悲痛甚至立個墓碑來弔念她。據說在十二所神社中阿菊被作為“阿菊大明神”給供奉起來。 在那大約三百年後，城堡下面出現大量奇形怪狀的蟲子，人們傳說這些是回到人世、阿菊化作的蟲子。
直到現在姬路城本丸之下叫做上山裡的地方還有一口被稱作阿菊井的古井。而姬路版本又有認為是來源於室町末期的《竹叟夜話》。 只是主角不是阿菊而叫花野，打碎的東西不是盤子而是杯子。 另外與流傳的皿屋敷傳說相異點還是比較多，也許只能被看作最初的原型而已。這種耳熟能詳的故事自然是還有很多藝術加工后的其他版本的。其中既有像《阿菊的盤子》之類的搞笑物語，也有凈琉璃《播州皿屋敷》這樣描寫悲傷愛情的故事作品。

### 大眾文化
- 幽遊白書中為主角浦飯幽助就讀的三途川縣皿屋敷中學
- 銀魂 (動畫)動畫第68話中神樂曾扮成的角色(新八也有提到過)
- 好想告訴你中女主角黑沼爽子在北幌中學校慶的化裝遊行中曾扮演成阿菊表演的皿屋敷（動畫第10話）在漫畫第56話中又以落語的形式表演皿屋敷。

## 外部連結
1. ↑  .   [2014-07-08]. （原始内容存档于2017-01-18）.